# J Mascis
J. Mascis (nascido Joseph Mascis, 10 de Dezembro de 1965) é um músico estadunidense, provavelmente mais conhecido como vocalista, guitarrista, compositor e líder do grupo Dinosaur Jr.
Mascis também é produtor e compositor de trilhas sonoras. Foi considerado o 86º melhor guitarrista de todos os tempos pela revista norte-americana Rolling Stone.

## Biografia
Nascido em Amherst, Massachussets, filho de um dentista local, Mascis fundou o grupo de hardcore Deep Wound, que teve curta existência, com seus colegas de escola Lou Barlow e Scott Helland no começo dos anos 1980. Começou tocando bateria, mas preferiu a guitarra quando fundou o Dinosaur Jr., com Barlow no contrabaixo e Patrick "Murph" Murphy na bateria, em 1984, atingindo fama e sucesso mundiais. Seus vocais são considerados muito parecidos com os de Neil Young, e seus riffs de guitarra são chamados "monolíticos". Tão logo Barlow saiu da banda em 1989, Mascis gravou diversos álbuns com o Dinosaur Jr. até 1997, e um álbum solo acústico de 1996 chamado "Martin & Me". Também em 1996, teve uma pequena participação no filme "Grace of my Heart" (A Voz do Meu Coração), além de ter composto duas faixas para a trilha sonora do filme.  Em 2000, Mascis passou a se dedicar a produção dos álbuns de sua nova banda, chamada J. Mascis and the Fog.
Mascis foi produtor dos dois primeiros discos do trio de Boston Buffalo Tom, em 1988 e 1990 respectivamente.
Em Abril de 2005, Mascis retornou a formação original do Dinosaur Jr., com Barlow e Murphy para juntos fazerem uma turnê celebrando o relançamento de seus três primeiros álbuns.
Em Agosto de 2005, Mascis lançou um novo álbum solo pelo selo J. Mascis and Friends, chamado "J and Friends Sing and Chant For Amma", com canções de devoção ao líder religioso hindu Mata Amritanandamayi, ou Ammachi, para o qual Mascis já tinha dedicado a canção "Ammaring", do primeiro álbum do J. Mascis and the Fog, chamado "More Light". O faturamento do álbum vai todo para o resgate das vítimas do tsunami - resgate este promovido por Ammachi.
Em Setembro de 2005, Mascis ajudou a banda dinamarquesa Mew, fazendo vocais na música "Why Are You Looking Grave?" e backing vocals em "An Envoy to the Open Fields". Ambas as músicas podem ser encontradas no novo álbum do Mew, chamado "And the Glass Handed Kites".
Em 2006, Mascis lançou um álbum com sua nova banda de heavy metal, chamada Witch, tocando bateria. O álbum possui o mesmo nome da banda. Atualmente, trabalha com o lançamento do novo disco do Dinosaur Jr., que deverá ser lançado em 2007.

## Discografia

### Solo albums

#### Studio
- Several Shades of Why (2011)
- Tied to a Star (2014)
- Elastic Days (2018)

#### Live
- Martin + Me (1996)
- The John Peel Sessions (2003)
- J Mascis Live at CBGB's (2006)

#### Singles
- J Mascis Was Here (2000, Ultimatum Music)
- Leaving on a Jet Plane b/w Too Hard (2001, Sub Pop)
- Not Enough (2011, Sub Pop)
- Is It Done (2011, Sub Pop)
- Circle (2011, Sub Pop)
- Let It Be Me / Fade Into You (2011, Sub Pop, split with Greg Dulli)
- Fade into You (2013, Sub Pop, Keep)
- Every Morning (2014, Sub Pop)
- Everything She Said (2018, Sub Pop)
- Don't Do Me Like That (2019, Sub Pop)